# Gottfried Holzer-Graf
Gottfried Holzer-Graf (* 1950 in Mürzzuschlag) ist ein österreichischer Organist und Universitätsprofessor. Er war von 2005 bis 2006 Rektor des Mozarteum in Salzburg.

## Leben und Wirken
Holzer-Graf studierte Musikerziehung, Musikwissenschaft und Germanistik in Wien und in Salzburg sowie Dirigieren und Komposition. Sein Studium schloss er im Konzertfach Orgel bei Alois Forer ab. Zudem absolvierte er Meisterkurse bei Flor Peeters und Gaston Litaize. 1976 erhielt er einen Förderungspreis beim Internationalen Bachwettbewerb Leipzig und gewann 1978 den Internationalen Bruckner-Orgelwettbewerb in Linz.
Ab 1974 lehrte Holzer-Graf Orgel, Improvisation, Generalbass und Didaktik am Mozarteum, von 2000 bis zu seiner Emeritierung im Jahr 2015 war er Universitätsprofessor für Orgel. Außerdem wirkte er als Studiendekan für den Fachbereich Wissenschaft und Pädagogik (2000–2003) und als Vizerektor für Lehre (2003–2006). Von 2005 bis 2006 leitete er das Mozarteum als interimistischer Rektor in der Nachfolge von Roland Haas. Im Jahr 2008 war er mit dem Aufbau des Studienganges Alte Musik am Standort des Mozarteums in Innsbruck betraut und leitete in Salzburg Wochen Alter Musik.
Als Organist, Cembalist und Ensembleleiter konzertierte Holzer-Graf in Europa und in den USA. Er war Initiator der Neuberger Kulturtage, deren künstlerische Leitung er in den Jahren 1977/1978 innehatte, und leitete von 1991 bis 2019 die Kirchenmusik an der Basilika St. Michael in Mondsee. Aufnahmen erfolgten durch den ORF und liegen auf Schallplatten und CD vor.
Holzer-Graf wirkt außerdem als Experte für die Rekonstruktion historischer Orgeln sowie als Juror.

## Ehrungen
- 2015: Verleihung des Titels Konsulent durch das Land Österreich[4]
- 2015: Goldenes Verdienstzeichen der Marktgemeinde Mondsee[4]
- 2019: Ehrenring in Silber für die Verdienste um die Pfarrgemeinschaft St. Michael in Mondsee[4]

## Diskografie (Auswahl)
- Die Orgel im Neuberger Münster. Gottfried Holzer spielt Werke von Bach und Bruhns. LP (Garnet; o. J.)
- Weihnachten – Noël 1620–1770. Gottfried Holzer-Graf an der Kern-Orgel Mondsee. Werke von Bach, Daquin, Dandrieu, Titelouze und Lebèque. CD (1997)